# Lotta Aschberg
Helena Charlotte "Lotta" Samuelsson Aschberg, ogift Samuelsson, född 5 november 1953 i Brännkyrka församling i Stockholm, är en svensk journalist och programledare.
Aschberg var på 1990-talet programledare bland annat för programmen Lotta (1995–1997) och Barntillåtet.
Hon var värd för Sommar i P1 1997 och har varit ledamot i styrelsen för CancerRehabFonden (tidigare CTRF, Cancer- och Trafikskadades Riksförbund).
Hon är sedan 1987 gift med TV3-profilen Robert Aschberg (född 1952).